# 安特卫普市政厅

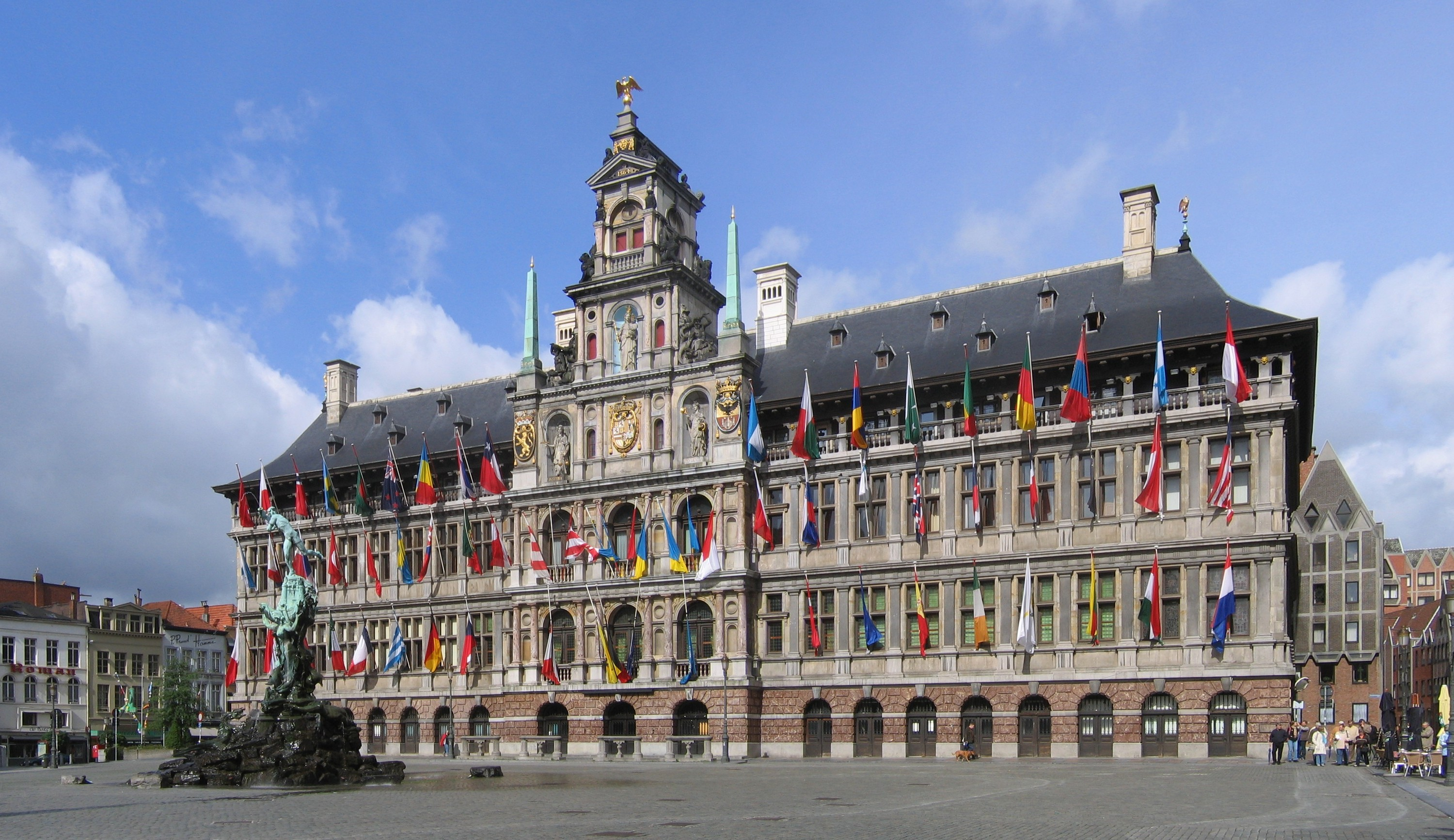

安特卫普市政厅（荷蘭語：Stadhuis）是比利时安特卫普的市政厅，位于安特卫普大广场西侧，建于1561年到1565年，设计者是Cornelis Floris de Vriendt和其他几位建筑师，这座早期文艺复兴建筑结合了佛兰德和意大利的影响。中间部分有哥特塔的影响的痕跡。1576年被西班牙人毁坏，后重建。
底层的拱廊使用了粗琢石，曾经开设小商店。上面两层分别为多立克柱式和爱奥尼亚柱式，第四层为开放式走廊。
中心部分雕梁画栋，高出屋檐，现在矗立着有代表公正、谨慎和圣母的女性雕像,而以前是英雄布拉多的雕像，以及布拉班特公国、西班牙哈布斯堡王朝和安特卫普的徽章。

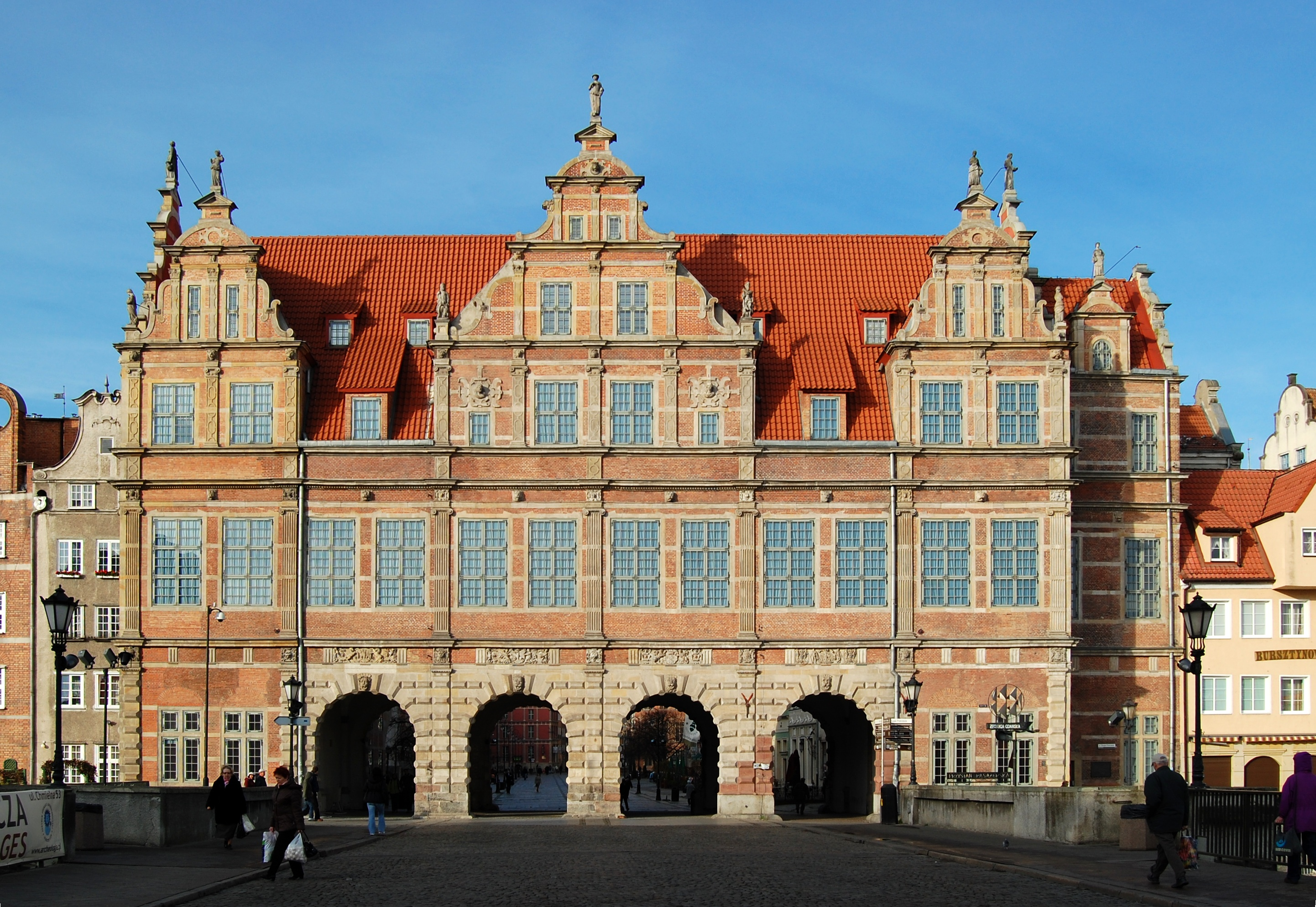
格但斯克绿门

## 影响
波兰格但斯克的绿门很显然受到了安特卫普市政厅的影响，它建于1568-1571年，曾作为波兰君主的驻地。它是阿姆斯特丹建筑师的杰作.。